# تیربو
تیربو شهری در شهرستان تیکاره در استان بام در بورکینافاسوی شمالی است و جمعیت آن ۵۳۱ نفر است.